# Остророг, Сендзивой
Сендзивой Остророг (также известен как Сендзивой (Седзивой) из Острога; ок. 1375, Королевство Польское — октябрь 1441, Королевство Венгрия) — польский государственный деятель, полководец и дипломат, воевода познанский с 1406 по 1441 год.

## Биография
Представитель рода Остророгов герба Наленч. Сын сантоцкого каштеляна Держислава Грохолы Остророга и его жены Брунеты. Родился около 1375 года, а впервые в источниках упоминается под 1392 годом. В 1399 году в войске великого князя Литовского Витовта сражался против татар в битве на Ворскле, закончившейся разгромом литовско-польских войск. Был одним из немногих дворян, кому удалось выжить.
С начала XV века был одним из ближайших советников польского короля Владислава II Ягелло (он же Ягайло). С 1400 года Остророг занимал должность познанского хорунжего, с 1402 — старосты мендзыжецкого. В 1406 году назначен познанским воеводой.
Вместе с несколькими великопольскими шляхтичами пытался инициировать покупку Ноймарка у Тевтонского ордена (город был в 1402 году заложен ордену Сигизмундом I Люксембургом), но реализовать это начинание не удалось. Остророг был одним из доверенных военных советников короля Ягайло во время Великой войны между Королевством Польским, Великим княжеством Литовским и Тевтонским орденом. Входил в число 8 человек, составлявших королевский штаб перед знаменитой Грюнвальдской битвой 15 июля 1410 года, во время самой битвы командовал 38-й польской хоругвью. В октябре 1410 года Ягайло назначил Остророга и Петра Недзведзкого командовать войсками, посланными остановить наступление в Польше тевтонского отряда Михаэля Кюхмайстера. 10 октября 1410 года в битве под Короновым польские войска, несмотря на двукратный численный перевес противника, наголову разбили тевтонцев. В декабре 1410 года во главе великопольского отряда разорил тевтонскую Померанию. После этого Остророг был пожалован должностью генерального (главного) старосты великопольского, которую занимал до 1415 года.
Участвовал в подписании Первого Торуньского мира, завершившего победоносную для Польши и Литвы Великую войну. В 1413 году участвовал в подготовке Городельской унии — договора между Польшей и Литвой о включении литовских бояр в состав польской шляхты и, соответственно, польских шляхтичей в состав литовского боярства. Летом 1414 года принимал участие в Голодной войне — новом приграничном противостоянии польско-литовских войск с тевтонскими рыцарями, которое завершилось установлением временного перемирия. В 1419 году вновь занял должность генерального старосты великопольского, оставался в ней до 1426 года.
С 1420-х годов становится более известен как дипломат. В 1420 году был польским делегатом на имперском суде в Бреслау, на котором представители Тевтонского ордена пытались оспорить законность Первого Торуньского мира и отменить его условия (это была не первая попытка: в 1412 году германский король Сигизмунд I Люксембург в том же Бреслау подтвердил законность положений Торуньского договора). Благодаря, в том числе, таланту Остророга решение было вновь вынесено в пользу Польши. В том же году в результате непростого переговорного процесса добился заключения с Фридрихом I, курфюрстом Бранденбурга союза, направленного против Тевтонского ордена. Много раз принимал участие в составе польских посольств, направляемых к тевтонцам и князьям Западной Померании.
23 июля 1422 года присутствовал при издании королем Ягайло Червинского Привилея, укрепившего положение и расширившего права польской шляхты. В том же году был одним из подписантов Мельнского мира, завершившего в пользу Польши и Литвы очередной военный конфликт с Тевтонским орденом, известный как Голубская война. В последующие годы продолжал дипломатическим путем ослаблять Тевтонский орден: вел переговоры с Богуславом IX, герцогом померанско-слупским (что привело к участию Богуслава на стороне польских войск в польско-тевтонской войне 1431-1435 годов), с руководством прусских городов и так называемым «Союзом ящерицы» — тайным сообществом, созданным в Редене для борьбы с Тевтонским орденом.
В 1426 году занял должность старосты бжесць-куявского. В 1430 году присутствовал при издании Едлинского шляхетского привилея. В 1432 году оставил должность в Бжесць-Куявском и в третий раз был назначен генеральным старостой великопольским, на этот раз его староство длилось до 1434 года.
В 1438 году Остророг вместе с краковским воеводой Яном Тенчинским руководил 5-тысячной польской армией, которая пыталась занять Прагу и усадить на трон Богемского королевства 11-летнего польского королевича Казимира Ягеллончика, которого избрали королем гуситы, не желавшие прихода к власти Альбрехта Австрийского и династии Габсбургов. Альбрехт должен был занять богемский трон после смерти Сигизмунда I Люксембурга по условиям ранее заключенного договора, поэтому, когда Сигизмунд умер (1437 год), Альбрехт со своими войсками направился в Богемию и вошел в столицу. Поляки не имели достаточно сил, чтобы противостоять армии Габсбургов, поэтому были вынуждены отступить. Параллельно с этим в Польше была сформирована антигуситская конфедерация Збигнева Олесницкого, краковского епископа, фактически правившего Польшей после смерти Ягайло и в период малолетства нового короля Владислава Варненчика. Олесницкий боролся с гуситским влиянием и со знатью, поддерживавшей идеи захвата Богемии для династии Ягеллонов (в первую очередь — с королевой-матерью Софьей Гольшанской и каштеляном Спытко III из Мельштына). После неудачной богемской кампании Сендзивой Остророг примкнул к этой конфедерации.
В 1440 году вместе с Владиславом Варненчиком отправился в Венгрию после того, как венгерский Сейм предложил Владиславу корону. Притязания Ягеллонов на Венгрию вызвали сопротивление со стороны Елизаветы Люксембургской, дочери короля Сигизмунда I и вдовы скончавшегося в 1439 году Альбрехта Австрийского. Уже после смерти супруга она родила сына Ладислава Постума (Посмертного), для которого стала добиваться венгерской короны. Часть знати во главе с Ульрихом Цилли поддержала Елизавету и ее сына, часть (во главе с Яношем Хуньяди) поддержала Владислава Варненчика, что привело к гражданской войне.
В октябре 1441 года, находясь с Владиславом в Венгрии, Сендзивой Остророг скончался.

## Семья
Около 1400 года женился на Барбаре из Войновиц. В браке родилось четверо детей:
- Станислав (ок. 1400 — 1477), воевода познанский в 1475-1477
- Ян (ум. в 1427)
- Доброгост (1410 — ок. 1478), каштелян каменьский в 1443-1467 и гнезненский в 1468-1478
- Сендка, супруга воеводы ленчицкого Сцибора из Бориславиц